# Tzopilja
Tzopilja es una localidad del estado mexicano de Chiapas. Es parte del municipio de Oxchuc.

## Demografía
| Gráfica de evolución demográfica |
|                                  |

| Censo | Población |
| ----- | --------- |
| 1960  | 581       |
| 1970  | 130       |
| 1980  | 948       |
| 1990  | 1 210     |
| 2000  | 1 133     |
| 2010  | 1 245     |
| 2020  | 1 530     |